# Bula-Atumba
Bula-Atumba – miasto w Angoli, w prowincji Bengo.